# 廖悌
廖悌（1481年—1561年），字雲卿，號梅南，福建興化衛人，官籍，明朝政治人物。

## 生平
弘治十七年（1504年）甲子科福建鄉試第七十四名舉人。曾任江西德興縣學教諭。正德十二年（1517年）中式丁丑科會試第三十二名，二甲第六十六名進士。戶部觀政，授南京戶部主事，升員外郎、郎中，改禮部郎中，擢山東布政使司參議。尚未履新，坐戶曹詿誤，謫安吉州知州，轉寧國府同知，擢鎮遠府知府，致仕。嘉靖四十年（1561年）卒。

## 家族
曾祖廖祥，副千戶；祖父廖傑；父廖熊。母洪氏。